# NGC 333
NGC 333 est lointaine galaxie lenticulaire située dans la constellation de la Baleine. NGC 333 a été découvert par l'astronome allemand Wilhelm Tempel en 1877.

## Caractéristiques
Sa vitesse par rapport au fond diffus cosmologique est de 15 909 ± 36 km/s, ce qui correspond à une distance de Hubble de 235 ± 16 Mpc (∼766 millions d'al).
En raison d'une brillance de surface égale à 14,30 mag/am2, on peut qualifier NGC 326 de galaxie à faible brillance de surface (LSB en anglais pour low surface brightness). Les galaxies LSB sont des galaxies diffuses (D) avec une brillance de surface inférieure de moins d'une magnitude à celle du ciel nocturne ambiant.

## Paire de galaxies?
La galaxie PGC 3073571, quelquefois appelé NGC 333A, semble être une galaxie satellite de NGC 333 où une galaxie rapprochée en interaction gravitationnelle, mais comme on ne connait pas son décalage vers le rouge et donc la distance qui nous en sépare, on ne peut l'affirmer.